# Volana
Volana is een geslacht van vlinders van de familie spinneruilen (Erebidae), uit de onderfamilie Lymantriinae.

## Soorten
- V. cyclota (Collenette, 1959)
- V. flavescens Griveaud, 1977
- V. lakato Griveaud, 1977
- V. lichenodes (Collenette, 1936)
- V. masoala Griveaud, 1977
- V. mniara (Collenette, 1936)
- V. perineti Griveaud, 1977
- V. phloeodes (Collenette, 1936)